# Malé Tresné
Malé Tresné (německy Klein Tresna) je malá vesnice, část obce Rovečné v okrese Žďár nad Sázavou. Nachází se asi 2 km na jih od Rovečného. V roce 2009 zde bylo evidováno 31 adres. V roce 2001 zde trvale žilo 75 obyvatel.
Malé Tresné je také název katastrálního území o rozloze 1,93 km2.

## Název
Jméno vsi je totožné se staročeským přídavným jménem trestný - "rákosový" odvozeným od podstatného jména trest - "rákos" (od něj je odvozeno novočeské třtina). Jméno vesnice znamenalo "trestné, tedy rákosem porostlé místo". Doklady do počátku 17. století ukazují podobu Trestné, později došlo k hláskovému zjednodušení na Tresné. Už nejstarší doklad z 1351 obsahuje přívlastek Dolní (v latinské podobě Inferior), který se později (první doklad z roku 1500) změnil na Malé a vesnice se jím odlišovala od blízkého Velkého Tresného.

## Historie
První písemná zmínka o obci pochází z roku 1351.

## Pamětihodnosti
- Venkovský dům čp. 8
- Venkovská usedlost čp. 17
- Venkovská usedlost čp. 7
- Venkovská usedlost čp.15

## Vodstvo
Obec dala název Tresenskému potoku, který ji ze severu na jihovýchod obtéká.